# Francisco de Rincón

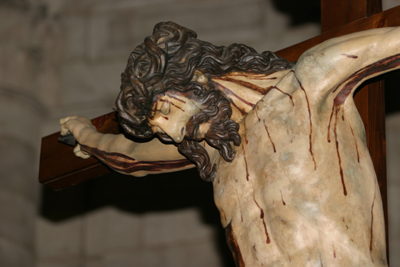
Cristo de los Carboneros, Valladolid

Francisco de Rincón (c.1567-1608) va ser un escultor espanyol important de la primera dècada del segle xvii.

## Biografia
Alguns autors parlen de la seva consideració com a mestre de Gregorio Fernández, encara que de fet es pot parlar de Francisco de Rincón més aviat com a introductor del mestre gallec a la cort de Felip III i el seu privat el duc de Lerma.
L'associació familiar i professional entre tots dos sembla clara, encara que no se sap amb certesa si Fernández va arribar a col·laborar amb Rincón en la realització de l'escena processional de L'Elevació de la Creu, encarregada per la confraria de «La Pasión» per a la Setmana Santa de Valladolid el 1604.
L'any 1592 Francisco de Rincón es casa amb Jerónima Remesal, amb la qual va tenir un fill, Manuel Rincón, que va continuar amb la tradició escultòrica del seu pare. Després de morir la seva primera esposa, es casa amb una filla del fuster Cristóbal Velázquez.

## Obres
A més a més de l'obra esmentada, Rincón també va realitzar d'altres obres d'imatgeria, com el Cristo de les batallas de l'Església de Santa Maria Magdalena de Valladolid o el Cristo de los carboneros per a la confraria de les «Angustias», que es pot contemplar a l'església de Nostra Senyora de les Angustias de la ciutat val·lisoletana. En aquesta mateixa església, també se li assignen les escultures pètries que decoren la façana, i les talles del retaule major. També li han estat atribuïts dos relleus que decoren el rerecor de la catedral de Palència i un retaule de la capella de sant Marc a la catedral de Sigüenza.
El seu estil es caracteritza per un mesurat manierisme, per contrast amb altres mestres que segueixen el mateix estil, com Juan de Juni. En algunes de les seves escultures, Rincón es mostra influït pel Renaixement italià, que potser va conèixer a causa de la seva proximitat a la cort. Així, les escultures de sant Pere i sant Pau del frontispici de l'església de les «Angustias», presenten evidents records de la plàstica de Miquel Àngel.